# Catocala benjamini
Catocala benjamini är en fjärilsart som beskrevs av Lincoln Pierson Brower 1937. Catocala benjamini ingår i släktet Catocala och familjen nattflyn. Inga underarter finns listade i Catalogue of Life.

## Bildgalleri

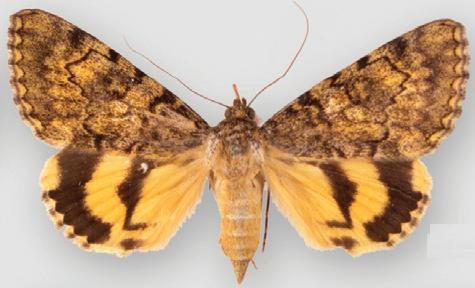
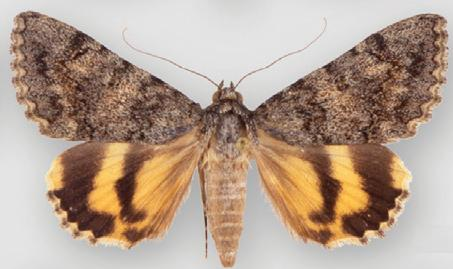
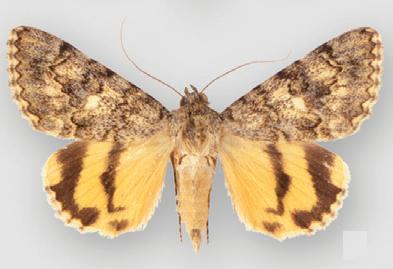